# 彼得·西格尔
彼得·西格尔（英語：Peter Segal，1962年—）是一名美国电影导演、监制、编剧和演员，他拍摄了多部成功的喜剧片。

## 作品列表

### 電影
- 《白头神探3》（1994）
- 《老闆有麻煩（英语：Tommy Boy）》（1995）
- 《總統有難（英语：My Fellow Americans）》（1996）
- 《隨身變2：我們才是一家人（英语：Nutty Professor II: The Klumps）》（2000）
- 《抓狂管訓班》（2003）
- 《初恋50次》（2004）
- 《最长的一码》（2005）
- 《特務行不行》（2008）
- 《旗鼓相当》（2013）
- 《她的成功日記（英语：Second Act (film)）》（2018）
- 《間諜速成班》（2020）
- 《間諜速成班2》（2024）

### 電視
- 《摔角反派（英语：Heels (TV series)）》（2021）[1]